# Фортечна вулиця (Харків)
Фортечна вулиця — вулиця у Харкові, у Шевченківському районі, в історичній місцевості Шатилівка. Сполучає Європейську вулицю з вулицею Дмитра Антоненка. Спочатку вулиця називалась Каштановою, потім була перейменована на вулицю Бородіна (не пізніше 1954), а в 2024 році перейменована на Фортечну.

## Розташування
Вулиця починається Т-подібним перехрестям з Європейською вулицею. Прямує на північ і впирається у вулицю Дмитра Антоненка. Інших вулиць не перетинає. Має асфальтове покриття. Забудована приватними житловими будинками.

## Історія
Первинно вулиця називалась Каштановою. У списку вулиць 1954 року вона вже фігурує як вулиця Бородіна. Назва була дана на честь Бородін Олександр Порфирович (1833—1887) — російського вченого-хіміка й композитора, члена «Могутньої купки».
29 квітня 2024 року під час дерусифікації харківської топоніміки вулиця була перейменована на Фортечну.